# 50 (číslo)
Padesát je přirozené číslo. Následuje po číslu čtyřicet devět a předchází číslu padesát jedna. Řadová číslovka je padesátý. Římskými číslicemi se zapisuje L. Tento zápis vznikl grafickým rozpůlením římské číslice C (centum = latinsky sto, tedy polovina je padesát). Tutéž číselnou hodnotu má i hebrejské písmeno nun.

## Matematické vlastnosti
- Padesát je nejmenší číslo, které lze dvěma různými způsoby vyjádřit jako součet dvou druhých mocnin {\displaystyle 50=1^{2}+7^{2}=5^{2}+5^{2}}, taktéž je součtem tří druhých mocnin {\displaystyle 50=3^{2}+4^{2}+5^{2}} a součtem čtyř druhých mocnin {\displaystyle 50=1^{2}+2^{2}+3^{2}+6^{2}}.
- 50 je čtrnácté Harshadovo číslo v desítkové soustavě.
- Součet dělitelů čísla 50 je 43 a naopak 50 je součtem dělitelů čísel 40 a 94.

## Ve vědě

### Matematika

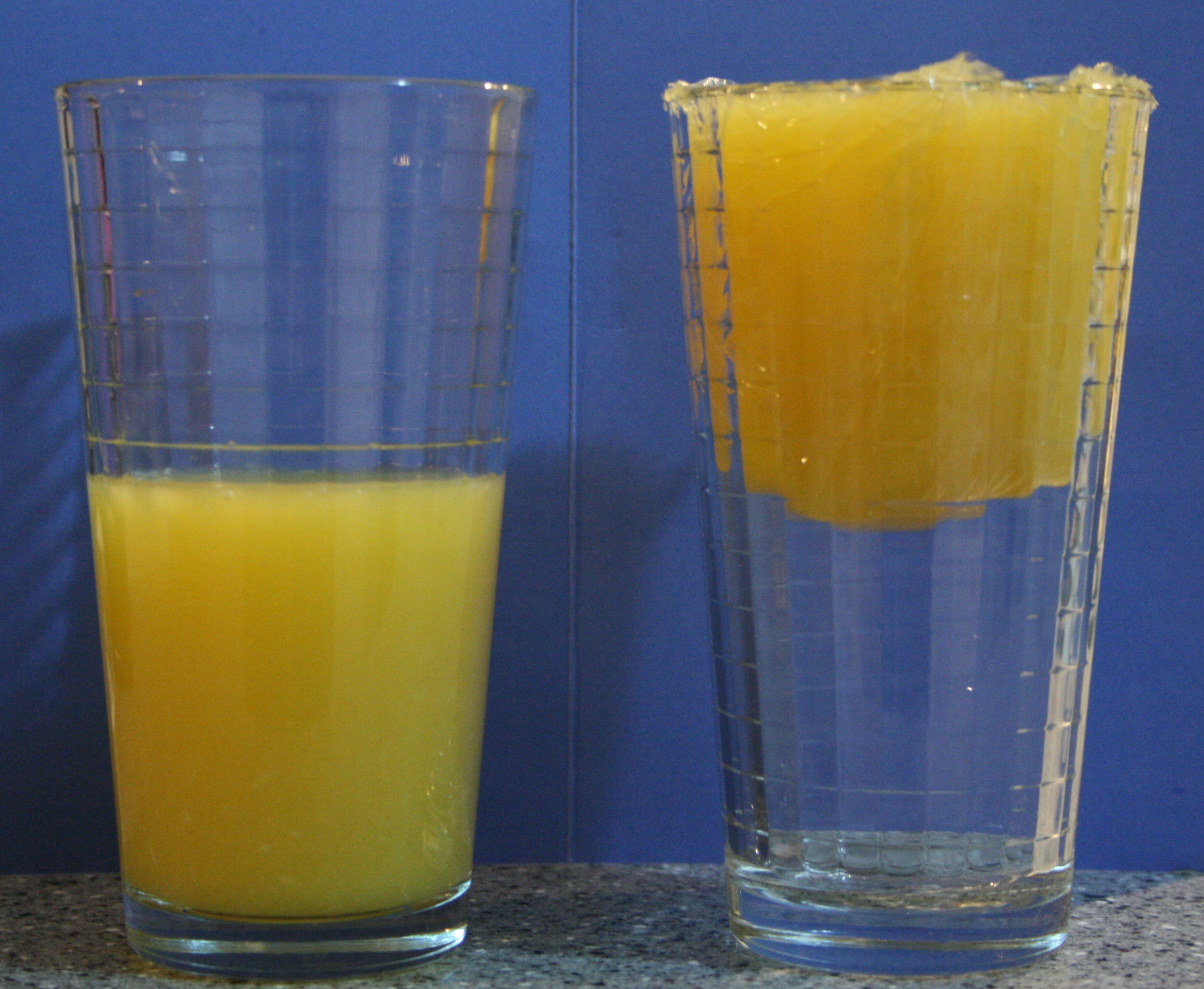
Sklenice může být z půlky plná nebo z půlky prázdná

- 50 % je ekvivalent k jedné polovině.

### Fyzika
- Padesát je páté magické číslo.
- Sluneční konstanta Jupiteru je přibližně 50 W/m2.

### Astronomie
- NGC 50 je označení eliptické galaxie nacházející se v souhvězdí Velryby.
- M50 je označení otevřené hvězdokupy v souhvězdí Jednorožce v Messierově katalogu.

### Chemie
- 50 je atomové číslo cínu.[1]

## V ostatních oblastech
- Na české padesátikorunové bankovce je vyobrazena sv. Anežka Česká, na minci stejné hodnoty je vyobrazen Pražský hrad.
- V České republice je 50 km/h maximální povolená rychlost v obci.
- USA se skládá z 50 států.
- Padesát let manželství je zlatá svatba.
- Pseudonym rappera Curtise Jamese Jacksona je 50 Cent.
- V knize Genesis je padesát kapitol.
- Každý padesátý rok mělo být podle Tóry[2] vyhlášeno milostivé léto.
- 50 Ways to Leave Your Lover je píseň Paula Simona.
- 50× a stále poprvé je film z roku 2004.
- Fifty Dead Men Walking, v češtině Štvanec IRA, je film z roku 2008.
- 50 mm je běžná ohnisková vzdálenost čočky pro 35mm fotografii.[3]
- .50 BMG je kalibr náboje vyvinutého pro kulomet M2 Browning.
- Slangové označení fifty-fifty (padesát na padesát) označuje spravedlivé rozdělení půl na půl, nebo též stejné šance při sázce.

## Roky
- 50
- 50 př. n. l.
- 1950